# West Tamar Highway
La West Tamar Highway  est une route orientée nord-sud longue de 59 km située dans le nord de la Tasmanie en Australie. Elle est construite sur la rive ouest du fleuve Tamar et relie la ville de Launceston à la côte.
Son nom officiel est la A7.